# Quijote (planeta)
Quijote (también conocido como Mu Arae b) es el primer planeta extrasolar que se descubrió en órbita alrededor de la estrella Cervantes. Situado en la constelación de Ara, a una distancia aproximada de 49,8 años luz de la Tierra, Quijote es el tercero en distancia desde su estrella, de los cuatro planetas que componen el sistema planetario. Su descubrimiento fue anunciado el 12 de diciembre de 2002.
El planeta posee al menos 1,5 veces la masa de Júpiter y su período orbital es de 643,25 días. Originariamente, se creyó que contaba con una órbita sumamente excéntrica; sin embargo, los modelos más recientes, que incorporan a los cuatro planetas del sistema, dan como resultado una órbita con baja excentricidad. Pese a que en sí mismo el planeta probablemente sea un gigante gaseoso sin una superficie sólida, su ubicación a 1,497 UA de Cervantes lo sitúa dentro de la zona de habitabilidad del sistema. En consecuencia, en el caso de que contara con satélites de gran tamaño, estos podrían mantener algún tipo vida. No obstante, es posible que no reciba la suficiente radiación ultravioleta para producir abiogénesis. Además, aún no se ha logrado determinar si el ambiente que rodea a los gigantes gaseosos posibilita la formación de satélites del tamaño de la Tierra.